# Chromalveolata
Chromalveolata je supergrupa eukariota koje je prvi put predložio Thomas Cavalier-Smith 1981. godine. Smatra se jednim od šest glavnih super skupina eukariota i može se smatrati kao "super-carstvo"; ima formalnu taksonomsku klasifikaciju od 2004. godine kao podcarstvo Chromista, a od 2005. upotrebljava se kao profinjenost domene Eukarya. Uključuje bikonične organizme koji su dobili kloroplast kroz sekundarnu endosimbiozu s crvenim algama.